# Paul Baumgartner
Pour les articles homonymes, voir Baumgartner.
Ne doit pas être confondu avec Jean-Paul Baumgartner.
Paul Baumgartner, né le 21 juillet 1903 à Altstätten et mort le 19 octobre 1976 à Locarno, est un pianiste suisse.

## Biographie
Paul Baumgartner étudie le piano et la composition avec Walter Braunfels à la Hochschule für Musik de Munich et avec Eduard Erdmann à Cologne, où il a ensuite enseigné. Fuyant la montée du nazisme, il s'installe à Bâle, où il enseigne au conservatoire.
Il est l'un des musiciens rassemblés autour du violoncelliste Pablo Casals. Il a joué au premier festival Casals et enregistré avec lui les Sonates pour viole de gambe de Johann Sebastian Bach.
On compte parmi ses élèves Alfred Brendel, Peter Efler, Karl Engel, Klaus Linder, Arie Vardi et le chef d'orchestre Günter Wand.
En 1962, il a reçu le Kunstpreis de la ville de Saint-Gall.
À 12 ans, Paul Baumgartner a écrit Les Sept Chercheurs et autres poèmes.